# Ole Christen Enger
Pour les articles homonymes, voir Enger (homonymie).
Ole Christen Enger, né le 10 novembre 1983, est un sauteur à ski norvégien.

## Biographie
Membre du club Konnerud IL, il fait ses débuts internationaux dans la Coupe continentale en décembre 2001, avant d'obtenir rapidement deux quatrièmes places. Ainsi, il est promu dans la Coupe du monde à Hakuba, où avec une 23e place, il marque ses premiers points.
Il ne parvient pas à réaliser de résultat dans le top trente dans cette compétition et prend sa retraite sportive en 2004.

## Palmarès

### Coupe du monde
- Meilleur classement général : 71e en 2002.
- Meilleur résultat individuel : 23e.

#### Classements généraux annuels
| Année | Rang |
| 2012  | 71e  |